# Peperomia tetraphylla
Пеперомія чотирилиста або пеперомія жолудь (Peperomia tetraphylla) — це невелика рослина з роду Peperomia та сімейства Piperaceae, яка росте в тропічних і субтропічних регіонах по всьому світу. Крім того, її можна зустріти на острові Пасхи як інтродукований вид.
P. tetraphylla — низькоросла трава з повзучими стеблами, яка іноді формує килимок. Листя має еліптичну або круглу форму, росте в колотівках від 3 до 4 у кожній, зазвичай, зеленого кольору, але також може мати червонувате забарвлення знизу. Пеперомія чотирилиста росте у вологих високогірних і вічнозелених лісах, часто як епіфіт на вершинах дерев або колод, але також зустрічається на скелястих пагорбах або серед трави на берегах річок.
Специфічний епітет «tetraphylla» походить із давньогрецької мови та перекладається як «чотири листки». Вперше цей вид рослин описали в 1832 році В. Дж. Хукер і Г. А. Уокер-Арнотт після дослідження узбережжя Південної Америки під командуванням капітана Ф. В. Бічі .
Відомі три різновиди цього виду:
- P. tetraphylla,
- Peperomia tetraphylla var. piedadeana,
- Peperomia tetraphylla var. tenera .